# Vishetslitteratur
Vishetslitteratur är en litteraturform från framför allt Mellanöstern, som lär ut hur man ska leva ett gott liv. Ofta är lärdomarna framställda som ordspråk, sentenser eller aforismer.
I Bibelns Gamla testamente företräds vishetslitteraturen främst av Ordspråksboken, men även Jobs bok, Predikaren och de apokryfiska Jesus Syraks vishet och Salomos vishet räknas till vishetslitteraturen.